# Слинђа (Болцано)
Слинђа је насеље у Италији у округу Болцано, региону Трентино-Јужни Тирол.
Према процени из 2011. у насељу је живело 97 становника. Насеље се налази на надморској висини од 1724 м.